# Plateau d'Hauteville
Plateau d'Hauteville es una comuna francesa situada en el departamento de Ain, de la región de Auvernia-Ródano-Alpes. Su sede está en Hauteville-Lompnes.
Es la cabecera (bureau centralisateur en francés) y mayor población del cantón de su nombre.

## Geografía
Está ubicada en una alta meseta del este del departamento, en el Bugey, una zona de media montaña que forma parte del macizo del Jura.

## Historia
Fue creada el 1 de enero de 2019, en aplicación de una resolución del prefecto de Ain de 12 de diciembre de 2018 con la unión de las comunas de Cormaranche-en-Bugey, Hauteville-Lompnes, Hostiaz y Thézillieu, pasando a estar el ayuntamiento en la antigua comuna de Hauteville-Lompnes.